# Токтогон Алтибасарова
Токтогон Алтибасарова (кирг. Токтогон Алтыбасарова; 1924, с. Курменти — 11 червня 2015, с. Курменти Тюпського району Іссик-Кульської області) — киргизька колгоспниця, яка в роки Другої світової війни взяла під свою опіку 150 евакуйованих дітей з блокадного Ленінграду.

## Біографія
Перед початком вторгнення фашистських військ на територію Радянського Союзу, Токтогон Алтибасарову призначили секретарем сільської ради села Курменти. 27 серпня 1942 року жінка прийняла 150 дітей, евакуйованих з Ленінграду. Діти проживали в гуртожитку місцевого колгоспу, і знаходились під її опікою протягом наступних десяти років.
Жінка все життя прожила у селі Курменти та працювала на посаді секретаря сільської ради протягом 44 років.
Крім прийнятих під опіку дітей, Токтогон разом зі своїм чоловіком-фронтовиком виховала чотирьох синів та чотирьох дочок та мають 23 внуки та 13 правнуків.
При прийомі дітей з Ленінграду, вона разом з лікарями «на око» визначала вік дітей, а декому давала імена та прізвища, оскільки дорога від Ленінграду до Іссик-Куля була довгою, а записки з іменами дітей затирались від дитячих сліз.
Токтогон Алтибасарова ретельно зберігала листи від вихованців, які виросли на Іссик-Кулі, а згодом роз'їхались по різних куточках Радянського Союзу.
Померла 11 червня 2015 року у рідному селі, там же і похована.